# Jesaulovský Aksaj
Jesaulovský Aksaj nebo také Gniloj Aksaj (rusky Есауловский Аксай nebo Гнилой Аксай) je řeka ve Volgogradské oblasti v Rusku. Je 179 km dlouhá. Povodí má rozlohu 2 590 km².

## Průběh toku
Pramení ve vysočině Jergeni. Koryto je velmi členité. Ústí do Cimljanské přehrady, před jejím postavením byla levým přítokem Donu.

## Vodní stav
Zdroj vody je převážně sněhový. Průměrný roční průtok vody činí 38 m³/s. V létě na horním toku vysychá. Zamrzá na začátku prosince a rozmrzá v polovině března.

## Využití
Využívá se na zavlažování.